# Saw Mon Nyin
Daw Yin Yin, née le 10 août 1919, morte le 12 décembre 2011 à Rangoun, également connue sous son pseudonyme de Saw Mon Nyin, est une femme de lettres birmane.

## Naissance et éducation
Yin Yin est née le 10 août 1919 à Momeik, dans le nord de l'État de Shan. Enfant, elle a pu visiter d'autres pays en tant que représentante des Guides de Birmanie. Elle a adopté le pseudonyme de Saw Mon Nyin à l'âge de 17 ans. Son premier article publié a été écrit alors qu'elle était en huitième standard. L'article traitait du jeu et a été publié dans le journal Yadanar Thiha.

## Carrière
À partir de 1988, Yin Yin a commencé à diffuser deux fois par mois le programme des affaires culturelles du Département de la radio et de la télévision de Birmanie. Yin Yin était membre de la Commission de la langue du Myanmar, qui a préparé le dictionnaire Birman-anglais, publié pour la première fois en 1993 par le gouvernement de Birmanie. En 2004, elle a publié son autobiographie, son dernier livre. 
Yin Yin était la marraine de l'Association des femmes entrepreneurs du Myanmar et de l'Association du bien-être maternel et infantile de Birmanie. Elle a été conseillère pour la culture à la Fédération des affaires féminines de Birmanie et conseillère pour l'art dramatique à l'Université de la culture Zat. Elle était membre de l'exécutif central de l'Association des écrivains et journalistes du Myanmar (MWJA). Elle a été présidente du comité de sélection des prix littéraires nationaux et juge pour le concours des arts du spectacle culturels traditionnels du Myanmar.
Daw Yin Yin a manifesté des problèmes cardiaques en 2008 et elle est morte chez elle à Rangoun le 12 décembre 2011, à l'âge de 92 ans. Elle avait survécu à son mari et à leurs deux fils. 

## Prix et reconnaissance
Yin Yin a remporté un National Literary Award pour 1989 avec son livre Myanmar Women's Clothing and Hairstyles. 
En 2000, elle reçoit le prix des écrivains de l'Asie du Sud-Est pour la Birmanie (SEA Write Award, l'équivalent du prix Goncourt en Asie du Sud-Est). En janvier 2007, Daw Yin Yin a reçu un Prix littéraire national à vie, présenté par le lieutenant-général Thein Sein, secrétaire général. En mai 2007, elle a remporté le prix littéraire Dr Tin Shwe pour son autobiographie Saw Mone Nyin yae Saw Mone Nyin . Elle a également remporté un Pakokku U Ohn Pe Lifelong Achievement Award. 
L'écrivain Lae Twin Thar Saw Chit, président de l'Association des écrivains et journalistes du Myanmar, a déclaré que la mort de Saw Mon Nyin était une « grande perte... Elle a consacré sa vie aux arts et à la littérature... Elle était non seulement un bon écrivain mais aussi une très bonne oratrice, faisant des discours très intéressants et amusants aux jeunes sur la culture et le patriotisme ». 